# Nemomydas intonsus
Nemomydas intonsus är en tvåvingeart som beskrevs av Hardy 1950. Nemomydas intonsus ingår i släktet Nemomydas och familjen Mydidae. Inga underarter finns listade i Catalogue of Life.